# Dasybranchethus pacifica
Dasybranchethus pacifica är en ringmaskart som beskrevs av García-Garza och de León-González. Dasybranchethus pacifica ingår i släktet Dasybranchethus och familjen Capitellidae. Inga underarter finns listade i Catalogue of Life.